# Neferkare III.
Neferkare III. war ein altägyptischer König (Pharao) der 9. Dynastie (Erste Zwischenzeit).

## Belege
Nach dem Königspapyrus Turin war er der 3. Herrscher der 9. Dynastie (4.20).
Vielleicht war er der Neferkare, der in der Inschrift des Gaufürsten Anch-tifi von Moalla in Oberägypten genannt wird. Diese Interpretation ist in der Ägyptologie jedoch umstritten.